# Valeur de la biodiversité
 (janvier 2025).
Plusieurs types et modes d'estimation sont utilisées depuis les années 1980/1990 par les économistes pour estimer la valeur économique de la biodiversité ou des services écosystémiques fournis par la biodiversité, la valeur de la biodiversité en tant que bien public ou bien commun, ou pour la comparer avec des indices tels que le PIB (produit intérieur brut) ou la richesse d'un pays ou d'une région.

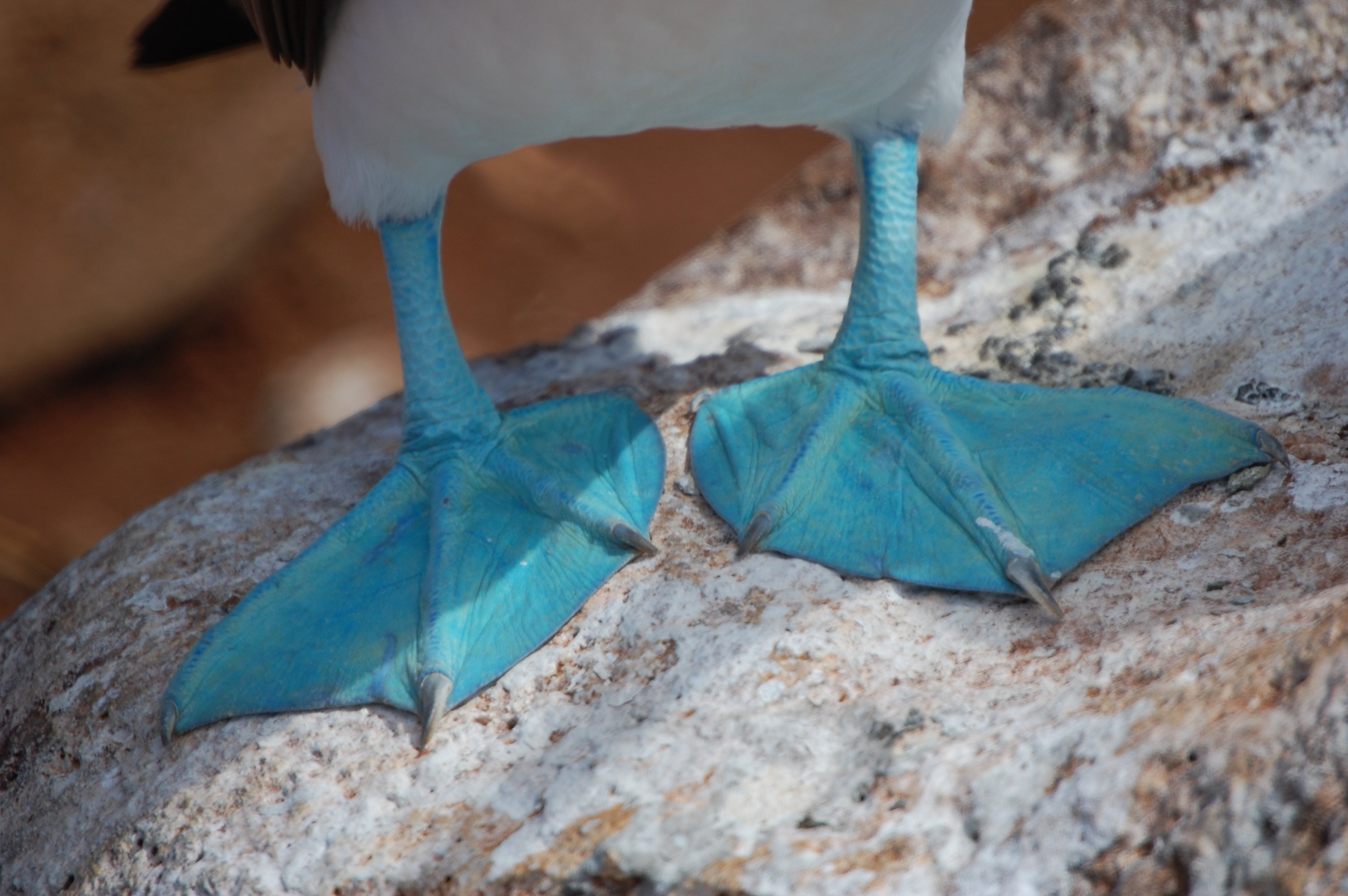
Fou à pieds bleus, îles Galápagos. Depuis la fin du XXe siècle, on cherche à donner une valeur économique à la biodiversité et aux fonctions remplies par les espèces au sein des écosystèmes en supposant que cela aidera à mieux la protéger. Se développe ainsi la notion de services écosystémiques assurés par la biodiversité.
.

Dans le monde, l'estimation demandée par la commission européenne et l'office national de l'environnement allemand à un groupe de travail piloté par l'économiste Pavan Sukhdev pour le Sommet de la Terre de Nagoya (2010), a montré que les services actuellement mesurables fournis par la biodiversité représentaient environ 23 500 milliards d'euros par an (50 % du PIB mondial),.
En France, la FRB a publié en 2012 un rapport sur l'état et la dynamique de la recherche française autour des valeurs de la biodiversité, qui précise les dynamiques en cours d’« un champ de recherche en pleine évolution ». Ce travail sera suivi d'un  second volet sur les « valeurs de la biodiversité considérées par les acteurs de la société ».
La Caisse des dépôts et consignations a  créé en 2012 une  « Mission économie de la biodiversité » dont le pilotage a été confié à sa filiale, la Société forestière , dotée d'un budget de 3 millions d’euros pour trois ans, pour soutenir des recherches, études et prototypes.

## Les principes et les enjeux
La perte de ressources naturelles et de certains services rendus par les écosystèmes (ressources halieutiques surexploitées, érosion et salinisation des sols suivant certaines déforestations, diminution de la pollinisation et de la fertilité des sols…) a un coût économique, social et sanitaire qui est difficile à quantifier. Compte tenu de l’évolution du Droit de l'environnement (européen notamment avec par exemple la directive 2004/35/CE relative à la responsabilité environnementale), et en raison des obligations de plus en plus fréquentes d'éviter, réduire et compenser les impacts négatifs de nos actions sur la biodiversité, ou de payer pour les limiter ou dédommager (écotaxes), la biodiversité (autrefois res nullius) apparait peu à peu comme ayant des valeurs aménitaires, éthiques également traductibles en équivalent-monétaires.
Les services rendus par la biodiversité et les écosystèmes commencent à être mieux, bien qu'imparfaitement, compris.

Ils restent néanmoins difficiles à quantifier et monétariser (prix de la nature).
De nombreux économistes cherchent à appliquer à la biodiversité des méthodes utilisées pour estimer la valeur économique d'un bien (ou d'un service), que l'on mesure souvent selon des critères d'utilité, et plus difficilement d'aménités (contribution au bien-être, à la santé globale) qu'il procure aux individus.
L'évaluation économique de la biodiversité est nécessairement multi-critères ; on distingue généralement les valeurs suivantes :
- des valeurs d'usage directes : la production de denrées alimentaires, de bois pour le feu, de matières premières pour les médicaments, de cadre paysager et touristique…
- des valeurs d'usage indirectes : dérivées des fonctions écologiques, protection du sol contre l'érosion, filtrage de l'eau, pollinisation des plantes, équilibre des écosystèmes ;
- des prix d'option : prix accordés à la conservation d'un actif en vue d'un usage futur (par exemple, la préservation d'une plante connue pour son intérêt médical ou alimentaire) ;
- des prix de quasi-option : relatifs à la conservation d'un actif, dont l'intérêt n'est pas encore démontré, en vue d'un usage futur (par exemple, la préservation de plantes inconnues pour des usages encore inconnus);
- des valeurs de non-usage ou valeurs intrinsèques : relatives à la satisfaction de savoir qu'un actif ou un état de fait désirable existe. Ces valeurs sont souvent liées aux notions de justice, de droit des générations futures ou de respect de la Nature et permettent de justifier la protection d'espèces ou de sites naturels connus. On parle de valeur de legs lorsqu'elle est liée au fait de transmettre un patrimoine aux générations futures et de valeur d'existence lorsqu'elle est simplement liée au fait d'exister.

Une analyse de la FRB (2012) a trouvé dans la littérature scientifique et économique les types de valeurs suivants :
- Valeur d'existence
- Valeur spirituelle
- Valeur écologique
- Valeur adaptative
- Valeur évolutive
- Valeur scientifique
- Valeur d'option (usage potentiel futur)
- Valeur d'usage (direct ou indirect)
- Valeur de non-usage,
- Valeur instrumentale
- Valeur non-instrumentale
- Valeur de service écosystémique
- Valeur économique
- Valeur économique totale
- Valeur d'héritage, de legs
- Valeur patrimoniale
- Valeur intrinsèque
- Valeur morale
- Valeur culturelle
- Valeur récréative
- Valeur esthétique
- Valeur éducative
- Autres valeurs…

Dans une approche de type Croissance verte, une autre estimation indirecte passe par la valeur des métiers de la biodiversité, par exemple définis en France dans le cadre du Grenelle de l'environnement comme « ceux contribuant à la prise en compte des enjeux de biodiversité dans les autres activités économiques. »

## Les engagements internationaux, sous l'égide de l'ONU
Le deuxième Objectifs d'Aichi (objectif A2) pour la diversité biologique vise « à intégrer d’ici à 2020, au plus tard, les valeurs de la diversité biologique dans les stratégies et les processus de planification nationaux et locaux de développement et de réduction de la pauvreté, et à les incorporer dans les comptes nationaux, selon que de besoin, et dans les systèmes de notification. ».
Début 2012, selon les documents envoyés à l'ONU en préparation de la conférence : 
- seul le Royaume-Uni évoque « l’élaboration d’orientations officielles par l’Etat sur la détermination de la valeur de l’environnement naturel dans les évaluations économiques ou l’établissement de comptes relatifs au capital naturel »[7].
- un bureau de l'initiative sur l'Économie des écosystèmes et de la diversité biologique du Programme des Nations unies pour l’environnement a pour mission de « faciliter la préparation des études nationales sur l’économie des écosystèmes et de la diversité biologique, et à organiser un certain nombre d’ateliers nationaux et infrarégionaux de renforcement des capacités sur le sujet »[7] ;
- le PNUE aide cinq pays en développement (Afrique du Sud, Chili, Lesotho, Trinité-et-Tobago et Vietnam) à « mieux tenir compte de l'évaluation des écosystèmes, de l’élaboration de scénarios et de l’évaluation économique des services fournis par les écosystèmes dans la planification nationale du développement durable, par le biais de son Projet en faveur des services écosystémiques » (Proecoserv)[7] ;
- le mécanisme d'application de la Convention des Nations unies sur la lutte contre la désertification accompagne quelques évaluation économiques et travaux théoriques visant à évaluer la valeur des ressources foncières et services fournis par les écosystèmes, via un  Consortium dit OSLO (« Offering Sustainable Land-Use Options »)[7] ;
- un « Partenariat mondial pour la comptabilisation du patrimoine et la valorisation des services d’écosystèmes » (WAVES) a été lancé par la Banque mondiale, promouvant la comptabilité environnementale en incluant la valeur du capital naturel. Le Botswana, la Colombie, le Costa Rica, Madagascar, et les Philippines sont impliqués en 2012[7] ;
- Une initiative The Natural Capital Project associe l’Université Stanford, le WWF, l’organisation The Nature Conservancy et l’Université du Minnesota à quelques  pays pilotes utilisant le logiciel InVEST pour « cartographier, mesurer et évaluer les services fournis par les écosystèmes, associés aux systèmes marins, terrestres et dulcicoles, d’une manière géographiquement claire, en vue d’appuyer les processus décisionnels dans différents contextes, notamment en ce qui concerne le paiement des services fournis par les écosystèmes, l’aménagement du territoire, les autorisations d’aménager et la planification des mesures d’adaptation aux changements climatiques »[7].

## Les limites
En attribuant une valeur monétaire à la biodiversité, le risque est la mise en place un système de privatisation du vivant autorisant les plus riches (individus, sociétés, États…) à détruire ou acheter de la biodiversité par une contrepartie financière, sa rareté croissante due à sa dégradation pouvant même contribuer à alimenter une certaine spéculation financière.

À ce propos, en 2010, Jean-Michel Salles (CNRS, et Vice-président du Groupe de travail sur l’étude « Approche économique de la biodiversité et des services liés aux écosystèmes - Contribution à la décision publique. » rappelait que « l'évaluation de la biodiversité n’implique pas qu'elle devienne un bien marchand et les « valeurs » n’ont pas vocation à devenir le prix de permis de détruire » .
La FRB note que certains auteurs signalent « un risque de préemption de l’arène publique par la vision utilitariste sous-jacente à la notion de service écosystémique, ce qui à leurs yeux, pourrait à terme fragiliser certains acquis en matière de protection de la biodiversité, comme le statut des habitats et des espèces protégées. Ils mettent en garde contre un affaiblissement de l’argumentaire en faveur de la biodiversité, qui ne serait plus fondé sur des considérations éthiques (McCauley, 2006) », en particulier quand « la biodiversité est source de perturbations ou de « dysservices » pour les humains. Un autre danger résiderait dans le fait que toutes les fonctions écosystémiques qui sous-tendent les flux de services écosystémiques ne sont pas identifiées, et qu’il y aurait donc un décalage entre la conception utilitariste de la valeur et l’état des connaissances scientifiques (Doussan, 2009) ».